# Бавуудоржийн Баасанкхую
Бавуудоржийн Баасанкхую (26 листопада 1999 , Мурен ) — монгольська дзюдоїстка, срібна призерка Олімпійських ігор 2024 року, чемпіонка світу та Азії.

## Виступи на Олімпіадах
| Олімпіада  | Дисципліна | Місце |
| ---------- | ---------- | ----- |
| Париж 2024 | до 48 кг   | 2     |